# ПепсиКо
ПепсиКо (на английски: PepsiCo) е американска многонационална корпорация, производител и дистрибутор на безалкохолни напитки и на други хранителни продукти. Седалището му се намира в Харисън, Ню Йорк.

## История
Компанията PepsiCo е основана през 1965 г. след сливането на The Pepsi Cola Company (основана през 1902 г. от фармацевта Кайлаб Брадхам – автор на рецептата на напитката „Pepsi“ от 1898 г.) и Frito-Lay (компания за чипс и снаксове).
До 1997 г. PepsiCo е собственик и на KFC, Pizza Hut и Taco Bell, когато те са отделени в отделна компания – Yum! Brands.
За първи път в своята 112-годишна история надминава основния си конкурент The Coca-Cola Company по пазарна стойност през декември 2005 г.